# Honiara
Honiara (/ˌhoʊniˈɑːrə/) es la capital de las Islas Salomón. Se encuentra en la isla de Guadalcanal, aunque no pertenece a esa provincia, sino que tiene estatus de Territorio de la capital. El último censo oficial data de 1999 y cifra en 49 107 el número de habitantes de la ciudad, cifra que aumenta hasta 66 824 en estimaciones para el año 2009. Este número de habitantes la convierte en la ciudad más poblada del país.
La ciudad fue reconstruida para albergar la capital del archipiélago, en reemplazo de la antigua capital, Tulaghi, tras el fin de la Segunda Guerra Mundial. Fue nombrada capital del país en 1952, y fue a partir de entonces cuando se produjo su crecimiento. El área del aeropuerto al este de Honiara fue el lugar donde tuvo lugar la batalla del Campo Henderson, en 1942, entre las tropas de los Estados Unidos y Japón durante la Campaña de Guadalcanal en la Segunda Guerra Mundial, y que terminó con la victoria estadounidense.
La ciudad cuenta con un aeropuerto, el Aeropuerto Internacional de Honiara, y un puerto en Point Cruz, que sirve para la exportación de coco, madera y oro. También se encuentran los principales organismos administrativos y edificios del gobierno del país y el Museo Nacional. El Parlamento Nacional de las Islas Salomón, la Honiara Solomon Islands College of Higher Education, la Woodford International School y la University of the South Pacific Solomon Islands se encuentran en la ciudad. Políticamente se divide en tres circunscripciones, que eligen tres de los cincuenta miembros del Parlamento Nacional. Estas circunscripciones (East Honiara, Central Honiara y West Honiara) son tres de las seis que cuentan con más de 10 000 votantes censados en todo el país.

## Etimología
Honiara proviene de nagho ni ara, que se podría traducir como «lugar del viento del este» o «hacia el viento del sureste» en uno de los idiomas de Guadalcanal.

## Historia
Lo que ahora es Honiara estaba cerca del sitio de la campaña militar de Guadalcanal, en la Segunda Guerra Mundial. La Batalla del Campo Henderson tuvo lugar en lo que hoy es la zona del Aeropuerto Internacional de Honiara en 1942. Esta batalla fue la última de las tres grandes ofensivas terrestres llevadas a cabo por los japoneses durante la campaña de Guadalcanal. En la batalla la marina estadounidense y las fuerzas del ejército, que estaban bajo el mando del mayor general Alexander Vandegrift, repelieron un ataque del 17.º Ejército Japonés de Área, bajo el mando del teniente general Harukichi Hyakutake. Las fuerzas estadounidenses estaban defendiendo el perímetro del río Lunga, que protegía el Campo Henderson en Guadalcanal, que había sido capturado a los japoneses por los aliados en el aterrizaje en Guadalcanal, el 7 de agosto de 1942. La fuerza de Hyakutake fue enviada a Guadalcanal en respuesta a los desembarcos de los aliados con la misión con fin de recuperar la pista de aterrizaje y conducir a las fuerzas aliadas al otro lado de la isla. Los japoneses inicialmente aterrizaron con 3500 soldados, pero pronto creció su número hasta más de 20.000 efectivos en total, más o menos igual que el de Estados Unidos con 23.000, ambas partes acabaron con unos 13.000 soldados.
Desde la cima se podía apreciar el Monte Austin a 410 m de altura con las vistas panorámicas de las llanuras de la costa norte, Savo y las islas Florida, en donde se produjeron los campos de batalla de la Segunda Guerra Mundial. Japón conquista esta colina en el segundo semestre de 1942 y abrieron fuego de artillería contra las tropas estadounidenses en el antiguo aeropuerto de Henderson ubicado debajo de la colina. Finalmente, la colina fue capturada. Pero los japoneses en lugar de conseguir la victoria tuvieron que sobrevivir en el lugar durante aproximadamente un mes, por lo que la mayoría acabaron muriendo de hambre, infectados o atacados por los banzai.
Los soldados de Hyakutake realizaron numerosos ataques durante tres días en diferentes lugares de todo el perímetro del Lunga, a lo largo del río Matanikau (el principal río que fluye a través de lo que hoy es el centro de Honiara) los tanques atacaron en parejas de todo el banco de arena en la desembocadura del río detrás de una barrera de artillería. Cañones antitanques y artillería fueron destruidos rápidamente por nueve tanques, al mismo tiempo cuatro batallones de artillería de la marina estadounidense y un total de 40 obuses dispararon más de 6000 rondas en la zona comprendida entre Punto Cruz y el Matanikau, causando grandes bajas en los batallones de infantería japoneses cuando estos trataban de acercarse a las líneas marítimas. Ambos bandos sufrieron pérdidas importantes durante los acontecimientos de la batalla general, especialmente los atacantes japoneses. Después de un intento de ofrecer más refuerzos fallidos durante la Batalla naval de Guadalcanal en noviembre de 1942, Japón reconoció su derrota en la lucha por la isla y evacuó muchas de sus fuerzas restantes en la primera semana de febrero de 1943. El cobertizo construido por los estadounidenses todavía se puede ver en las calles secundarias de la ciudad y numerosos monumentos son testimonio de la guerra actualmente.
Honiara se convirtió oficialmente en la capital del Protectorado Británico de las Islas Salomón en 1952. La infraestructura se desarrolló bastante bien gracias a los EE. UU., durante la guerra el gobierno británico dictó la decisión de cambiar el nombre de la capital por Honiara. Desde principios de enero de 1952 se abrieron numerosos edificios gubernamentales en la ciudad. Sir Robert Stanley se encargó de gobernar Honiara durante la etapa de comisionado de los británicos de las Islas Salomón, junto con el dominio de las Nuevas Hébridas (Vanuatu) y las colonias de las Islas Gilbert y Ellice. Macu Salato ayudó al cuidado de la población de Honiara a principios de agosto de 1954, organizando encuestas en toda las islas e investigando sobre la lepra. Regresó a Fiyi a finales de marzo de 1955.
La ciudad creció considerablemente hasta convertirse en la capital, en los años 1960 y 1970 recibe la mayoría de la inversión gracias el desarrollo económico del país, desarrollando así la infraestructura de Honiara. Sin embargo, el crecimiento demográfico fue muy lento y sólo el 5% de las islas Salomón vivía en la ciudad. La población aumentó considerablemente, se establecieron casas permanentes en las cercanías Honiara, pero también no todos permanecían, por lo general a lo largo de las orillas del río Blanco. La ciudad se fue mestizando en la década de 1960, el Pijin se convirtió en el lengua principal de la ciudad, y la lengua materna de una generación de jóvenes adultos y niños urbanos. A través de Honiara la propagación del idioma ha provocado que se convierta en el idioma principal que se habla en las islas actualmente.
Rhys Richards pasó años en Honiara, fue un historiador de Nueva Zelanda y ex Alto Comisionado de Nueva Zelanda en las Islas Salomón. En 1979 Honiara seguía siendo una ciudad relativamente pequeña en términos de población, sobre todo para una ciudad capital, con 18346 personas, de las cuales 10870 eran hombres y 7476 eran mujeres. En julio de 1978, Honiara se convirtió en la nueva capital con la independencia de las Islas Salomón. Ya el 19 de abril y el 27 de junio de 1991 se firma el acuerdo internacional del correo urgente y las condiciones entre los Estados Unidos y los gobiernos de las Islas Salomón en Honiara y Washington D. C, entró en vigor el 1 de agosto de 1991 tras el 6 de noviembre de 1998 que es cuando se firma un acuerdo de paz en Honiara entre los Estados Unidos y los gobiernos de las Islas Salomón. Sin embargo, desde finales de los años 1990 Honiara ha sido el centro de la violencia étnica y la inestabilidad política nacional. La tensión se ha traducido en numerosos brotes de violencia y delincuencia en los alrededores de la capital. Un intento de golpe de Estado ocurrido en junio de 2000 dio lugar a violentas rebeliones y luchas entre las diferentes etnias de la ciudad. La violencia era frecuente en las calles de Honiara, y a pesar de que se intenta un acuerdo de paz en octubre de 2000, la violencia volvió en marzo de 2002, cuando dos diplomáticos de Nueva Zelanda fueron asesinados entre otros. Las condiciones empeoraron en Honiara en julio de 2003 cuando unidades de la policía militar de Australia fueron al país para reprimir el tráfico ilegal, aumentar la seguridad y reconstruir la daños de la ciudad y en sus instituciones económicas, políticas y jurídicas. El área de alrededor de Honiara fue el campo de batalla de facciones rivales durante los disturbios que padeció entre 1988 y 2003, debido a la intervención de más de 16 países la seguridad ha aumentado considerablemente.
Desde finales de los años 1990, en la ciudad de han producido violentos enfrentamientos étnicos y agitación política que han desembocado en disturbios. En junio de 2000 se produjo un golpe de Estado que terminó en combates y revueltas violentas entre los habitantes malaitanos de la Malaita Eagle Force (MEF) y los nativos de Guadalcanal del Istabu Freedom Movement (IFM). La violencia fue predominante en las calles de Honiara, y aunque se llegó a un acuerdo de paz en octubre de 2000, la violencia volvió a aparecer en marzo de 2002, cuando dos diplomáticos de Nueva Zelanda fueron asesinados junto muchas otras personas. La situación llegó a tal extremo que en julio de 2003, tropas y policía de Australia llegaron al país para restaurar el orden. En 2006 se forman disturbios tras la elección de Snyder Rini como primer ministro, destruyeron un 90% de Chinatown y provocaron el desplazamiento de más de 1000 residentes chinos, y el corazón comercial de Honiara fue prácticamente reducido a escombros y cenizas. Tres miembros del Parlamento nacional, Charles Dausabea, Nelson ñe'é y Patrick Vahoe fueron detenidos durante los disturbios. Se inicia la misión de asistencia regional a las Islas Salomón (RAMSI). Las islas del Pacífico iniciaron un foro con la asistencia de Australia en el cual intervinieron la policía y el ejército, pusieron la situación bajo control. Una moción de censura fue aprobada contra el primer ministro y después de su renuncia se formó una coalición de cinco partidos para la restauración del gobierno en mayo de 2006, con Sogavare como primer ministro se sofocaron los disturbios y el gobierno prosiguió. Después de esto, parte del ejército de RAMSI fue disuelto y la reconstrucción tomó forma. El turismo en la ciudad y en las islas se vio severamente afectado. Hoy día hay muy pocos edificios que siguen arrojando la arquitectura china como p. ej. el Hongkong Palace que se ubica en la Hibiscus Avenue fuera de la anterior Chinatown. 

## Geografía y clima

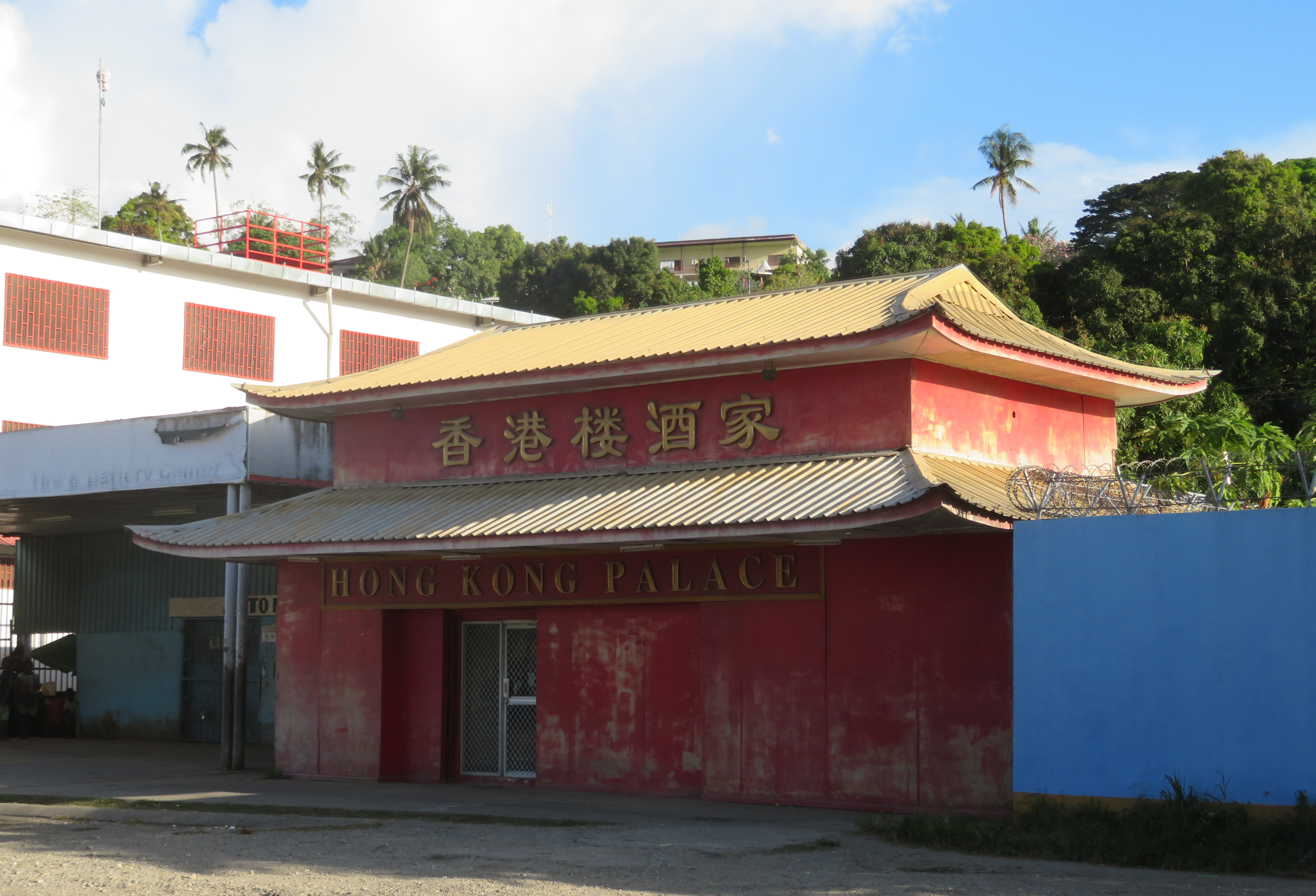
Hongkong Palace

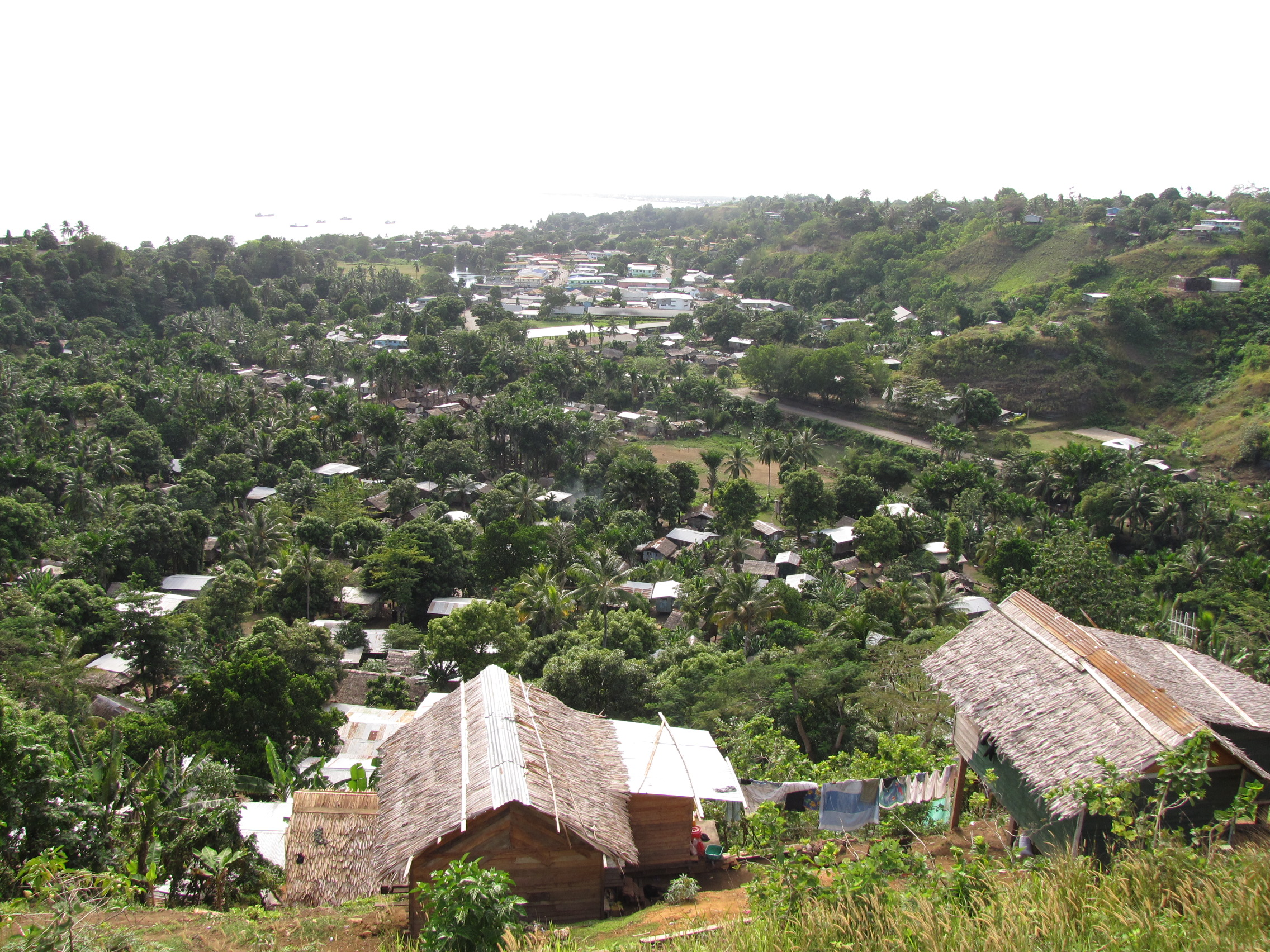
Vista parcial de Honiara.

Hoinara está situada en la costa noroeste de la isla de Guadalcanal, e incluye un puerto de marítimo en Point Cruz. El río Matanikau atraviesa la ciudad, Chinatown en el pasado, gravemente afectado por los disturbios de 2006. La ciudad gira en torno a la carretera Kukum, que conecta al aeropuerto internacional de Honiara (antes conocido como el Campo Henderson) a unos 11 kilómetros al este de Honiara a través del río Lunga. Al oeste de la ciudad se encuentran White River y Tanaghai.
El clima es tropical, con temperaturas diurnas medias de 28°C durante todo el año. Los períodos regulares son predominantemente entre noviembre y abril. La cantidad media de precipitación anual es de alrededor de 2000 milímetros, un poco más baja que el promedio en toda las Islas Salomón (3000 milímetros). Sin embargo, Honiara está sujeto a monzones.
| Parámetros climáticos promedio de Honiara    | Parámetros climáticos promedio de Honiara | Parámetros climáticos promedio de Honiara | Parámetros climáticos promedio de Honiara | Parámetros climáticos promedio de Honiara | Parámetros climáticos promedio de Honiara | Parámetros climáticos promedio de Honiara | Parámetros climáticos promedio de Honiara | Parámetros climáticos promedio de Honiara | Parámetros climáticos promedio de Honiara | Parámetros climáticos promedio de Honiara | Parámetros climáticos promedio de Honiara | Parámetros climáticos promedio de Honiara | Parámetros climáticos promedio de Honiara |
| Mes                                          | Ene.                                      | Feb.                                      | Mar.                                      | Abr.                                      | May.                                      | Jun.                                      | Jul.                                      | Ago.                                      | Sep.                                      | Oct.                                      | Nov.                                      | Dic.                                      | Anual                                     |
| -------------------------------------------- | ----------------------------------------- | ----------------------------------------- | ----------------------------------------- | ----------------------------------------- | ----------------------------------------- | ----------------------------------------- | ----------------------------------------- | ----------------------------------------- | ----------------------------------------- | ----------------------------------------- | ----------------------------------------- | ----------------------------------------- | ----------------------------------------- |
| Temp. máx. abs. (°C)                         | 33                                        | 33                                        | 33                                        | 33                                        | 33                                        | 32                                        | 33                                        | 33                                        | 33                                        | 33                                        | 33                                        | 35                                        | 35                                        |
| Temp. máx. media (°C)                        | 31                                        | 31                                        | 30                                        | 31                                        | 31                                        | 30                                        | 29                                        | 29                                        | 30                                        | 31                                        | 31                                        | 31                                        | 30.4                                      |
| Temp. mín. media (°C)                        | 23                                        | 23                                        | 23                                        | 23                                        | 23                                        | 22                                        | 22                                        | 22                                        | 22                                        | 23                                        | 23                                        | 23                                        | 22.7                                      |
| Temp. mín. abs. (°C)                         | 18                                        | 20                                        | 20                                        | 20                                        | 20                                        | 19                                        | 18                                        | 18                                        | 18                                        | 17                                        | 17                                        | 20                                        | 17                                        |
| Precipitación total (mm)                     | 274.3                                     | 281.9                                     | 358.1                                     | 386.1                                     | 231.1                                     | 129.5                                     | 99.1                                      | 91.4                                      | 94                                        | 149.9                                     | 137.2                                     | 226.1                                     | 2458.7                                    |
| Días de lluvias (≥ 1 mm)                     | 21                                        | 22                                        | 23                                        | 24                                        | 20                                        | 19                                        | 18                                        | 17                                        | 15                                        | 16                                        | 17                                        | 20                                        | 232                                       |
| Fuente n.º 1: MSN Weather 8 de julio de 2009 |                                           |                                           |                                           |                                           |                                           |                                           |                                           |                                           |                                           |                                           |                                           |                                           |                                           |
| Fuente n.º 2: Weatherbase                    |                                           |                                           |                                           |                                           |                                           |                                           |                                           |                                           |                                           |                                           |                                           |                                           |                                           |

## Economía

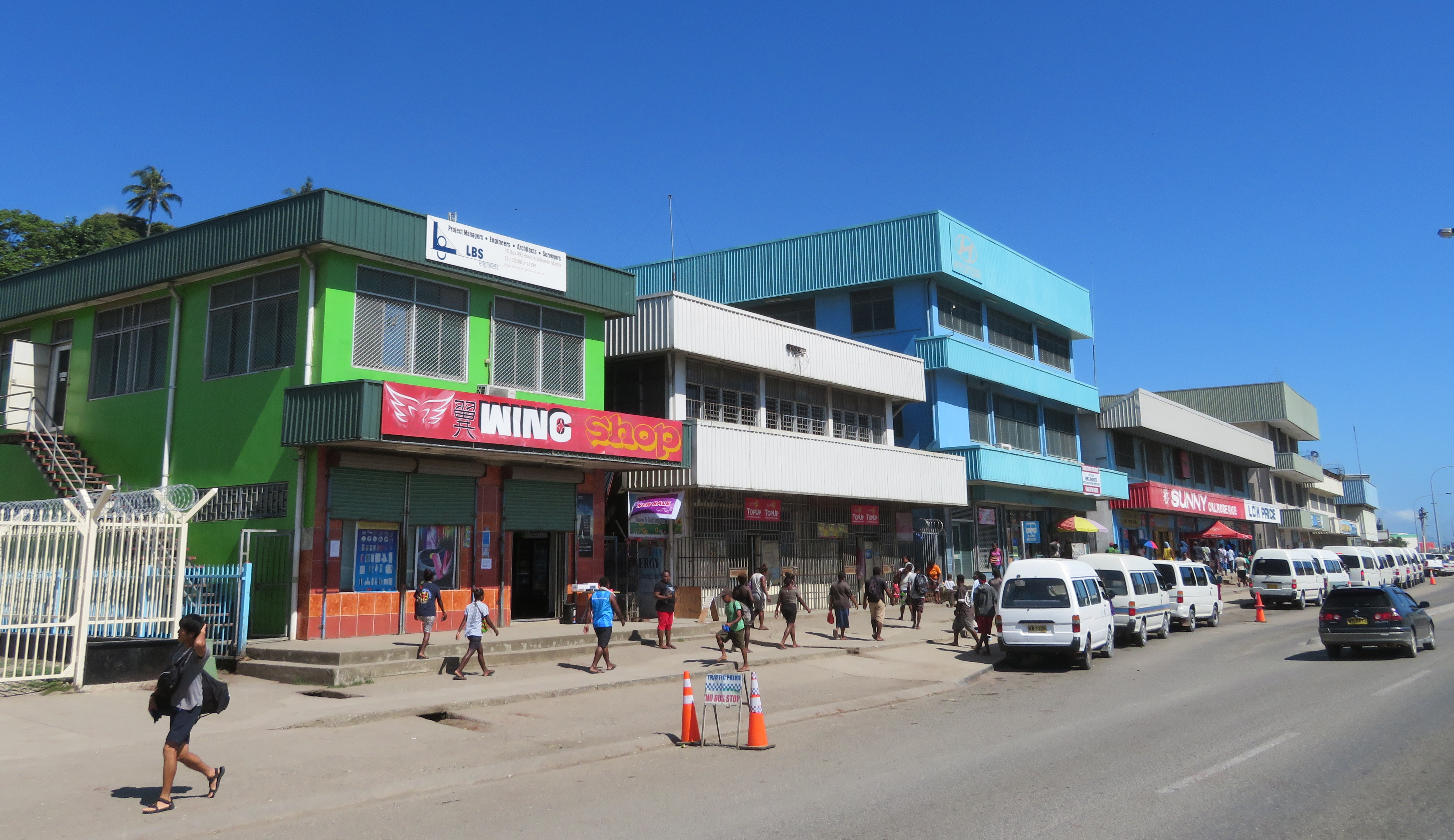
Calle Mendaña Avenue, principal para la economía local (2019).

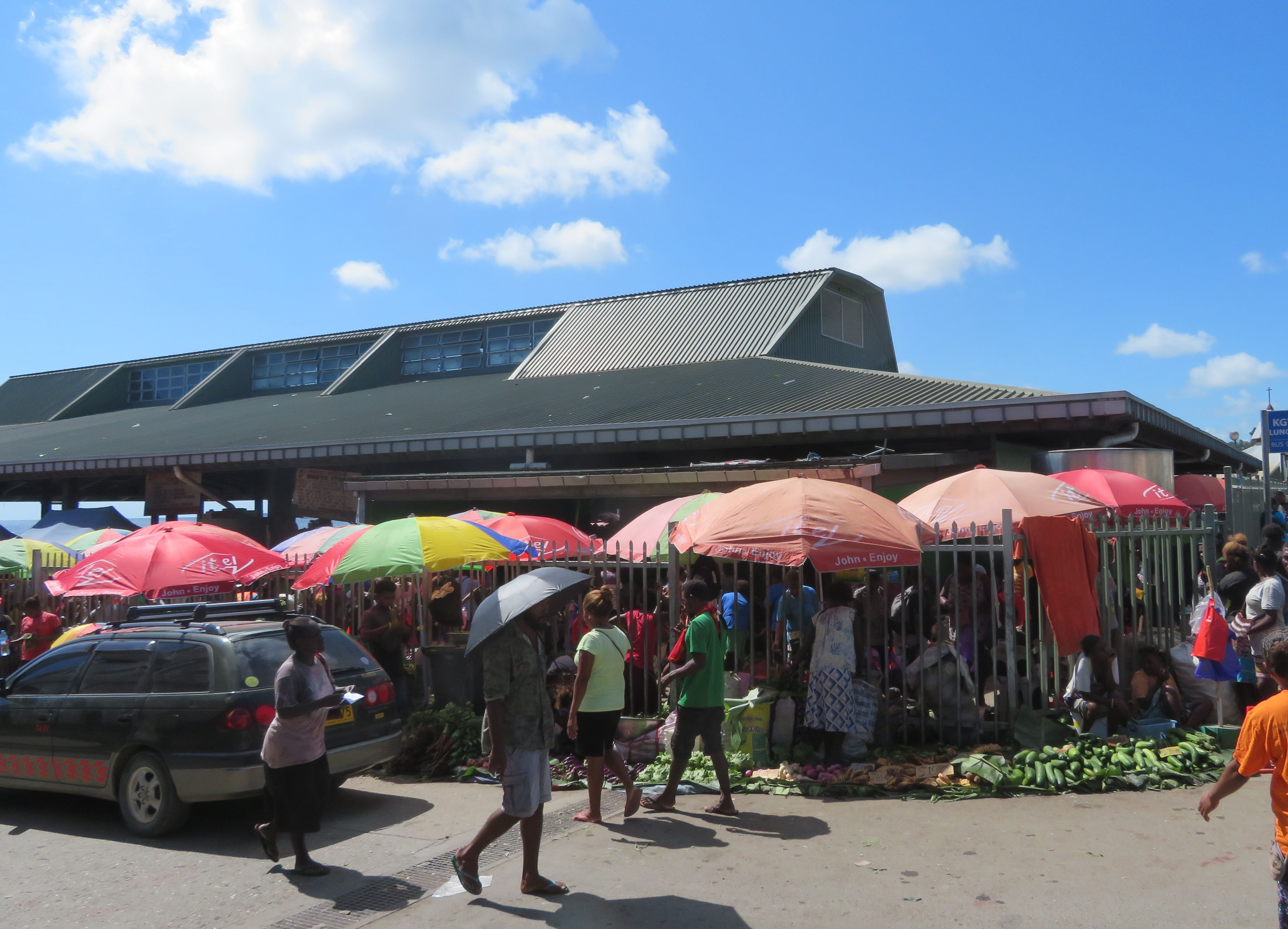
Mercado central de Honiara

Honiara se ha desarrollado más rápidamente que cualquier otro lugar del país, debido principalmente a su mayor crecimiento demográfico. En las décadas de 1960 y 1970 el pilar del desarrollo económico en la ciudad fue el sector de la construcción, con gran demanda por el periodo de crecimiento que se vivía entonces. La ciudad ha conservado hasta ahora las características políticas, económicas y culturales de su pasado colonial y carece de identidad propia, por lo que no ha mostrado una industrialización clara y su actividad se centra en servir a funcionarios y empresarios extranjeros como también a los plantadores y comerciantes.
La capital se ha convertido en una plataforma para el turismo en Islas Salomón. Para tener un servicio adecuado a los turistas y no estar imprevistos de la visita de estos en la calle principal de la ciudad llamada Mendaña Avenue se encuentra la Oficina de visitantes de las Islas Salomón, en donde además se sitúa entre el club náutico y el conocido hotel Solomon Kitano Mendaña. El servicio bancario lo proporciona el banco nacional, más ANZ y Westpac. La violencia creciente desde 1990 y cuya cima alcanzó en 2003 ha logrado que la mala fama perjudique al sector del turismo, el cual llegó al 4,38% del PIB en 1999.
El puerto de la ciudad sirve como transporte local a las distintas provincias.

## Política
La ciudad se divide en tres distritos electorales (Honiara este, Honiara occidental y Honiara central), en las únicas elecciones del país estos eligen por correspondencia tres de los cincuenta miembros del Parlamento nacional. En las elecciones generales de 2010, la ciudad ha quedado representada por:
- En el distrito este de Honiara con 30049 votos figura por el Partido demócrata reformista el ejecutivo Douglas Ete.
- En el distrito central con 19539 votos, el independiente Moffat Fugui.
- En la parte occidental de la ciudad con 13128, el también independiente Namson Tran.

## Calidad de vida
Honiara es el principal centro urbano de las Islas Salomón, concentrando más de la mitad de los puestos de trabajo formales. Además, el consumo per cápita de un habitante de la capital triplica al de los habitantes rurales.
Al compararse con salomenses rurales, los habitantes de la capital tienen el doble de probabilidades de recibir una educación secundaria, y tres veces más probabilidades de contar con una cuenta bancaria y servicios sanitarios en su residencia. El porcentaje de habitantes de Honiara con servicio eléctrico supera ocho veces el mismo porcentaje de los habitantes del campo. Por estas razones, no es extraño que la migración de salomoneses hacia Honiara sea considerable.

## Transporte
La ciudad está situada sobre la Carretera Kukum y es servida por el Aeropuerto Internacional de Honiara. La red de carreteras en Honiara experimentó mejoras con el resultado de que las carreteras de la ciudad están ahora en buen estado. El aeropuerto ha sido mejorado para recibir aeronaves de gran tamaño. Sin embargo, Solomon Airlines, la línea aérea estatal, tuvo que interrumpir su actividad durante algún tiempo debido a la inestabilidad política. El antiguo aeropuerto de Henderson está a 13 kilómetros de Honiara, y el Aeropuerto Internacional también se construyó (con financiamiento japonés) en el mismo sitio en 1998, el antiguo aeropuerto construido por los japoneses fue destruido por los estadounidenses en 1942 durante la Segunda Guerra Mundial, algunos sitios históricos, cerca del ala interna del aeropuerto son: The American War Memorial, un cañón antiaéreo japonés, y una torre de control de acero en ruinas con vistas a la pista de aterrizaje.

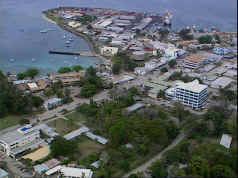
Al fondo, parte del puerto de Honiara.

Solomon Airlines actualmente opera en las rutas internacionales y tiene un acuerdo de código compartido con Qantas, Air Vanuatu, Air Niugini y Air Pacific. Llegan a Honiara Vuelos desde Brisbane en dos aerolíneas principales, Solomon Airlines cuatro veces a la semana y Pacific Blue dos veces. Air Pacific conecta Nadi a Honiara una vez por semana, y Air Niugini dos veces a la semana. El puerto marítimo de Point Cruz es el principal puerto de entrada a las Islas Salomón. Muchas empresas de transporte internacional funcionan en este puerto que tiene las facilidad de manejo de contenedores de 20 pies. Los servicios de barcos de pasajeros operan desde el muelle principal de Honiara en Point Cruz y muchas empresas navieras prestan estos servicios. Las empresas reconocidas por su fiabilidad (aunque con un proceso lento de marcha) son el MV Pelican Express y MV Solomon Express y ofrecen servicios una vez a la semana a Malaita y ciudades de las provincias occidentales de Mbunikalo, Seghe, Noro y Gizo. Las 26 horas de viaje en barco a Gizo se dice que son de las más pintorescas del Pacífico.

## Cultura
Los bailes polinesios de Bellona (Mungiki), que habían sido prohibidos por los misioneros cristianos en los años 1940, volvieron a ser bailados y fueron grabados en 1974 en Honiara. Suahongi es representado al final del ritual de compartir los excedentes de las cosechas y de la pesca, en una ceremonia llamada manga'e (llevada a cabo por hombres). El baile es acompañado por canciones del tipo «presentación de una llamada y respuesta, canción diálogo» y muy rítmicas; la música incluye la corta historia de la isla Bellona.
Sin embargo, el baile más popular entre los jóvenes de las islas, así como en Honiara, es el baile improvisado, que ha terminado siendo una parte fundamental del ocio nocturno y la diversión. Este tipo de bailes, que no tiene relación con las danzas típicas de las Islas Salomón, han sido copiadas de You Got Served, Step Up 1, Step Up 2 y Stomp the Yard. En el hotel Mendana se realizan conciertos de flauta de Pan cada semana.

### Museos

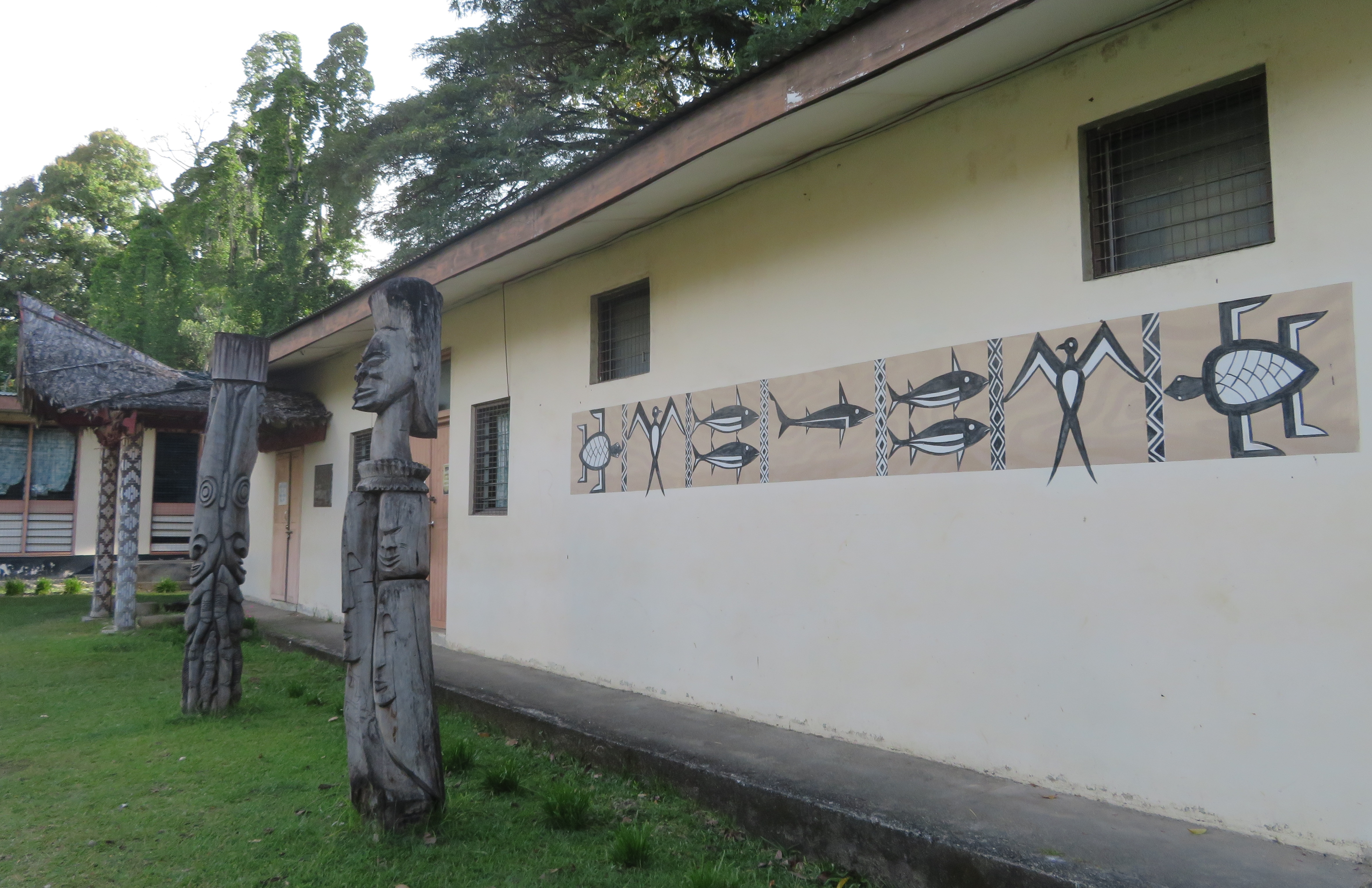
Esculturas de madera y pintura mural en el Museo Nacional en Honiara

El Museo Nacional fue fundado en 1970. Se encuentra delante del hotel Mendana, y cuenta con exposiciones de utensilios tradicionales y objetos históricos, y centra sus exposiciones en arqueología, monedas, armas, idiomas, ornamentos para personas, música y danza tradicional, herramientas de uso agrícola, modos de vida y ambientes naturales del país, herramientas y aparejos de pesca, y numerosas publicaciones y utensilios. El Centro Cultural del museo cuenta con ocho casas tradicionales de las nueve provincias del país, construidas en 1981. El museo albergó el primer Festival de arte y artesanía melanesia en 1998 y organiza bailes en el escenario del festival que se encuentra frente al museo.
Hay también un proyectil japonés de 155 mm, expuesto en un lugar situado entre el museo y la comisaría de policía, llamado Pistol Pete y que se usó en el bombardeo del Aeropuerto Henderson durante la Campaña de Guadalcanal. Al otro lado de la comisaría se encuentra el Banco Central de las Islas Salomón, que expone monedas tradicionales, y cuenta con algunas exquisitas piezas de arte, como tallas de madera de Rennell y Bellona y pinturas.
El Centro Cultural en la parte trasera del museo cuenta con exposiciones de varios estilos arquitectónicos tradicionales de las Islas Salomón. La National Art Gallery expone colecciones de pinturas en la Old Government house, la antigua residencia del Gobernador general, y sus jardines son muy populares para dar paseos por la tarde. En los Archivos Nacionales de las Islas Salomón se puede ver una amplia colección de importancia histórica y que está abierta al público.
El Jardín botánico de Honiara alberga un herbario, un estanque salpicado de lírios, sendas, la aldea de Watapamu (representa una aldea típica de las islas), que recibe su nombre de una fuente de agua cercana.. También cuenta con una gran cantidad de orquídeas y arbustos.
El Museo de Antropología de Honiara cuenta con exposiciones bastante recientes.

### Instituciones educativas
- Universidad nacional de las Islas Salomón, Pacífico Sur.[22]

## Religión

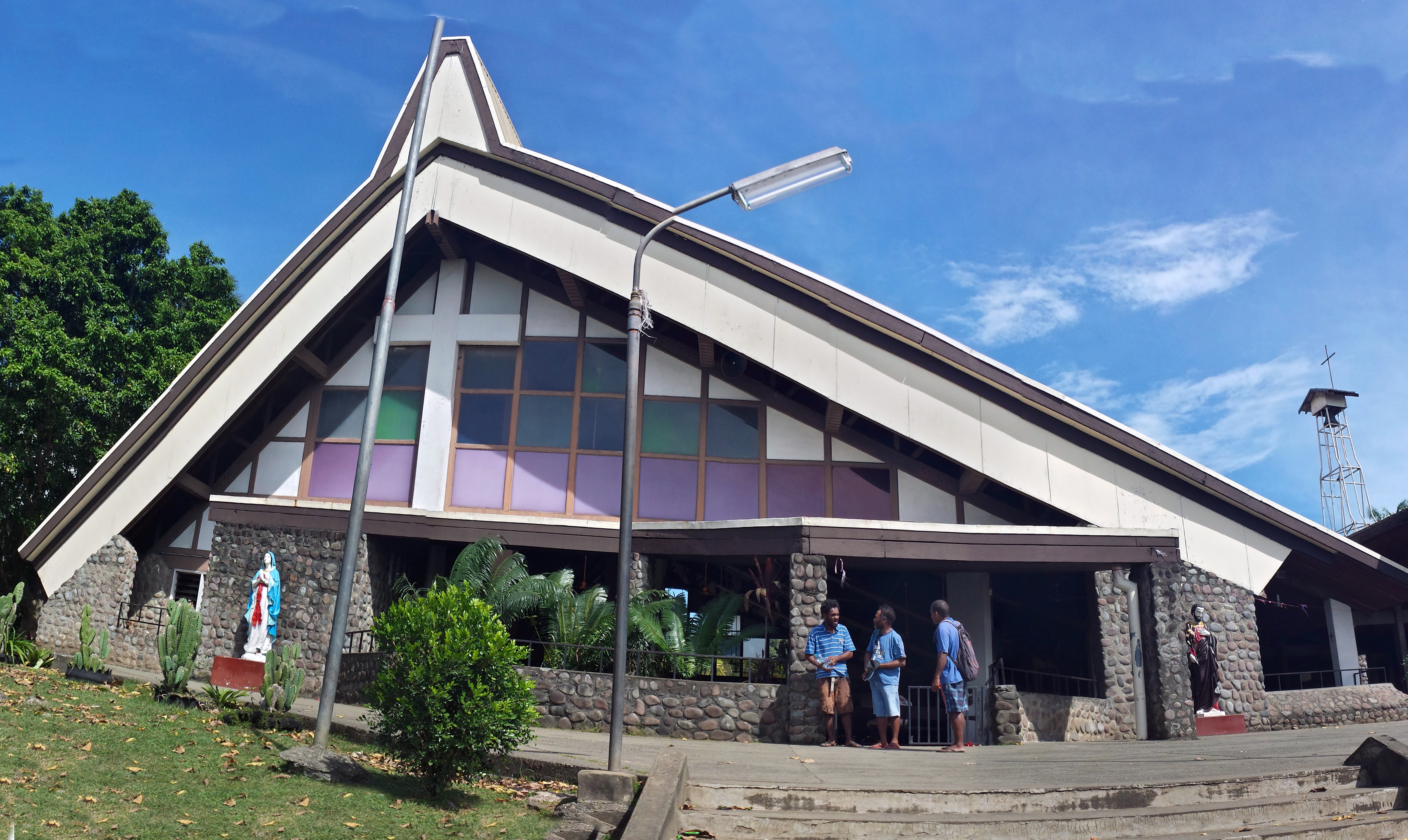
Catedral católica

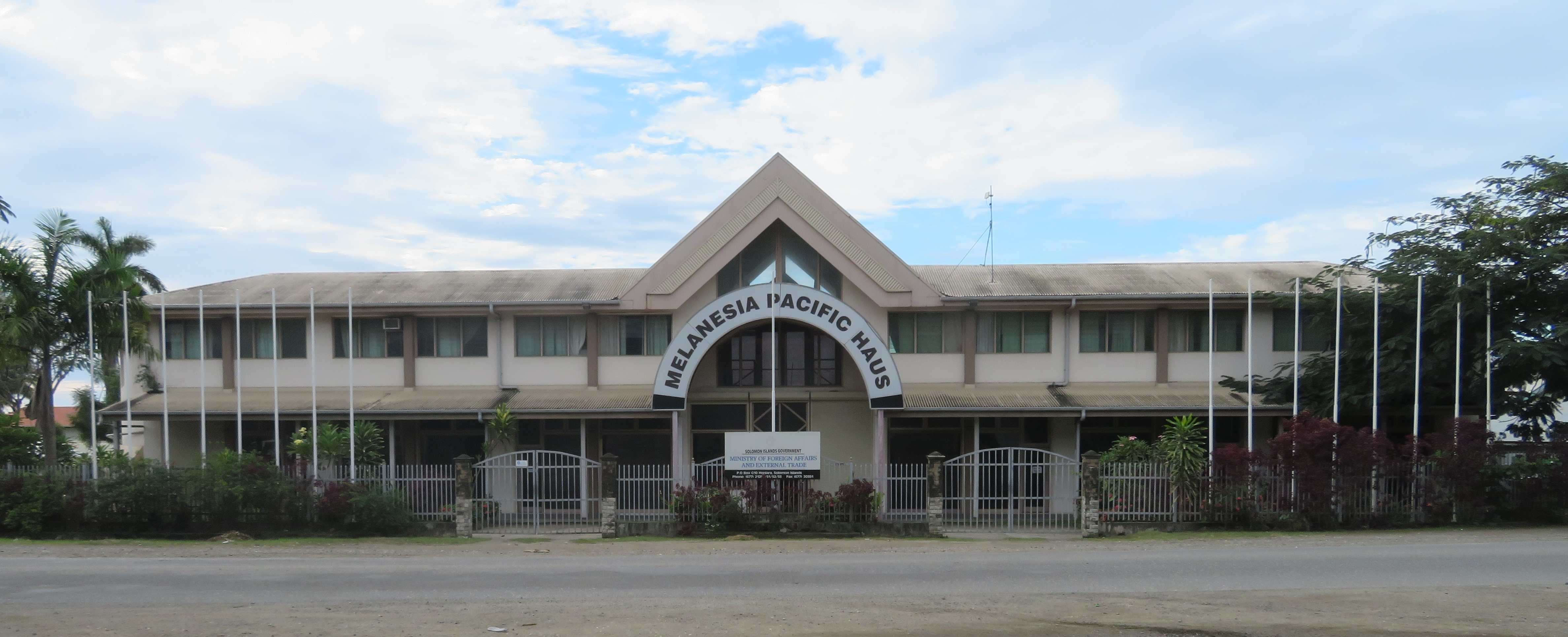
Ministerio del Interior Melanesia Pacific Haus

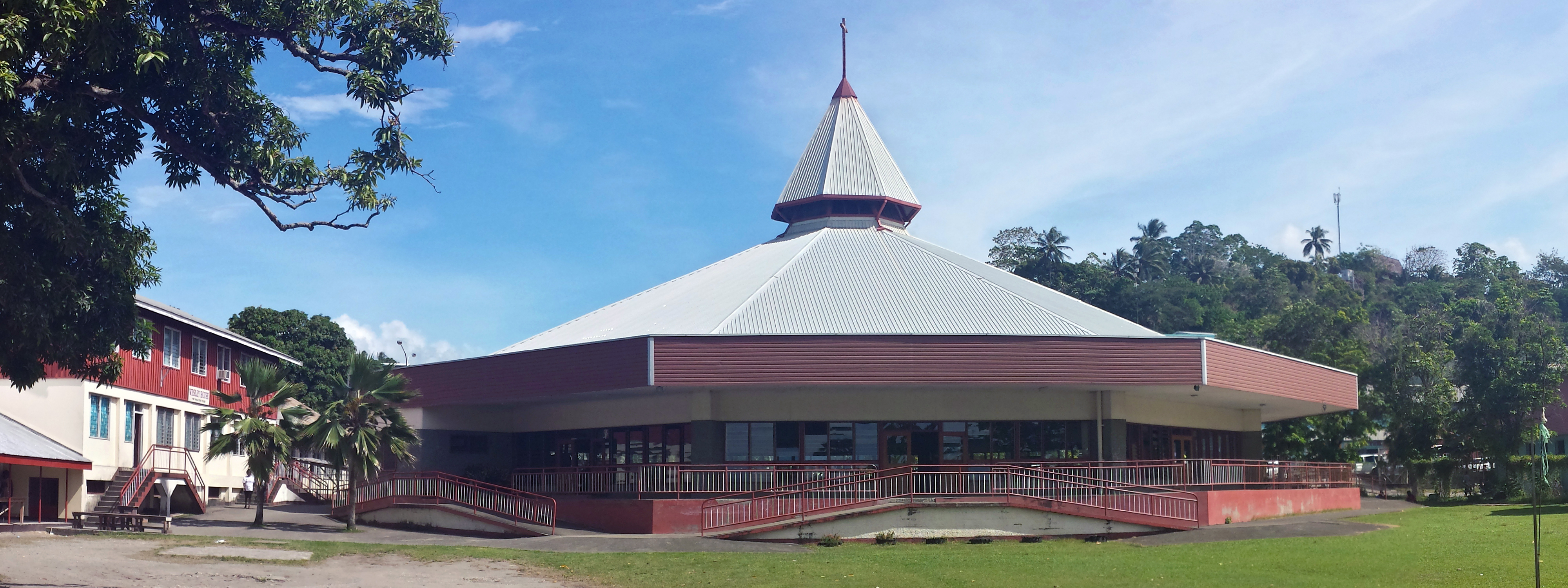
Wesley United Church

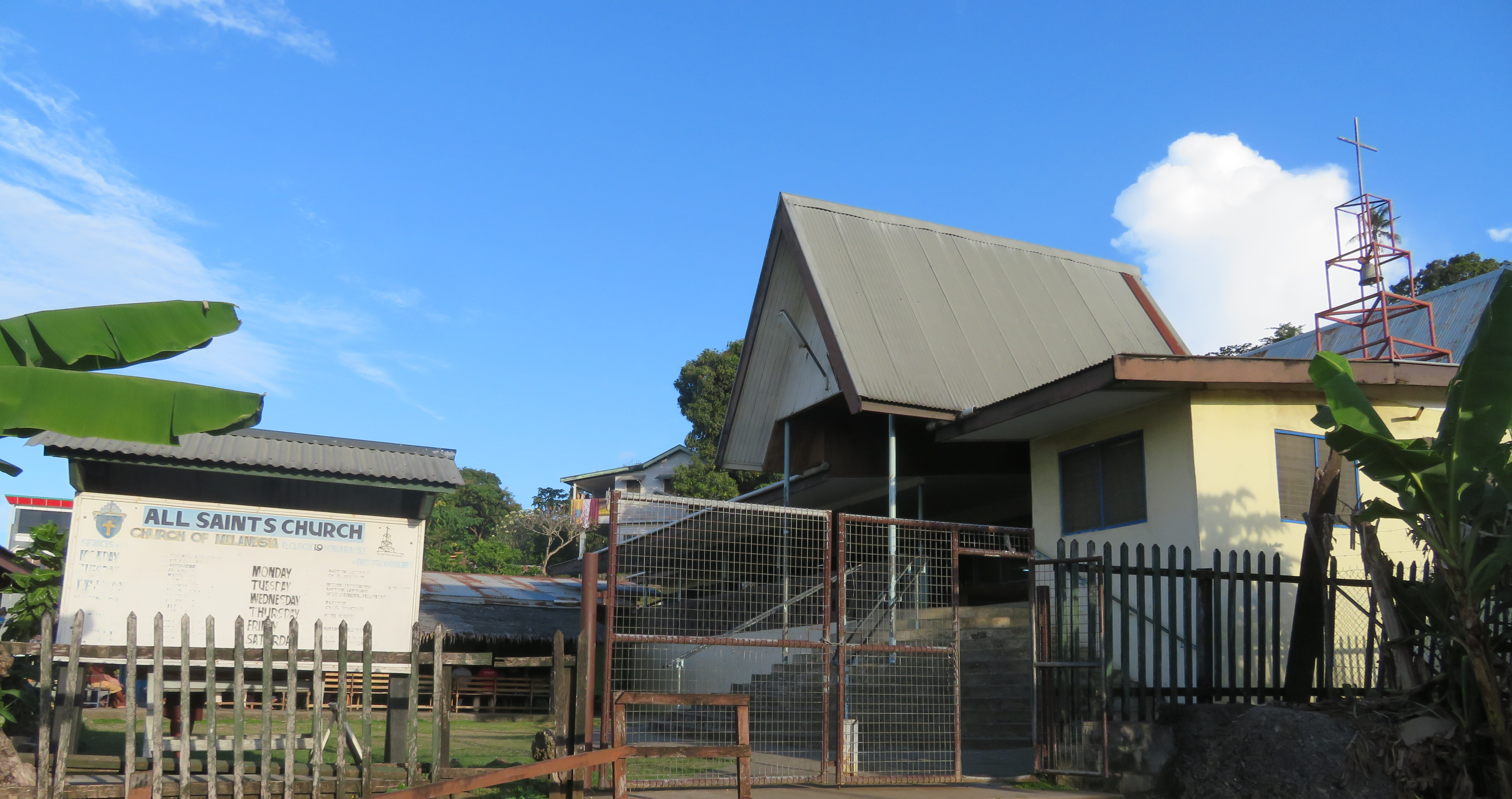
All Saints' Church

Un 96% de los habitantes de las Islas Salomón son cristianos. La arquidiócesis de Honiara (católica) fue fundada el 22 de diciembre de 1978. Su catedral, la Holy Cross Cathedral fue construida 1975–78. Otra iglesia conocida en el centro de Honiara es la Wesley United Church, un moderno edificio octogonal. All Saints' Church, una iglesia anglicana que cuenta con interesantes esculturas de madera, fue construida en 1971.
La Iglesia de la provincia de Melanesia, una rama de la Iglesia anglicana, fue fundada en 1849 por George Augustus Selwyn, de Nueva Zelanda. Inicialmente se trataba de la Iglesia de la provincia de Nueva Zelanda, pero en 1975 terminó siendo una iglesia independiente y abarcaba las Islas Salomón, Vanuatu y Nueva Caledonia en el suroeste del Pacífico. El Muy Reverendo David Vunagi es el arzobispo de Melanesia desde mayo de 2009, cuando tomó possesión formalmente en la Catedral de San Bernabé de Honiara.
En Honiara se ubican también la South Seas Evangelical Church, la Iglesia Unida en Papúa Nueva Guinea y las Islas Salomón, la Iglesia Adventista del Séptimo Día y otras iglesias cristianas. Hay muchas congregaciones de movimientos carismáticos y evangélicos de estilo estadounidense y australiano. Hay también miembros de la fe bahá'í, budistas, Testigos de Jehová, mormones y musulmanes, como la Comunidad Musulmana Ahmadiyya.

## Arquitectura
El Parlamento fue construido en 1993. Asimismo merecen ser mencionados el Mercado Central y la Alcaldía (City Council). Otro edificio interesante es el Ministerio del Interior que se llama Melanesia Pacific Haus. Haus es una palabra alemana que significa «casa» o «house» en inglés. La población de Papúa Niugini y de las Islas Salomón utiliza la palabra alemana Haus  en vez de la palabra inglesa «house» como denominación de un edificio importante. La razón es que Papúa Niugini y varias islas en el norte del archipiélago de las Islas Salomón eran colonias alemanas hasta 1918 y la población se acostumbró a utilizar varias palabras alemanas en sus idiomas. Incluso hoy día la palabra alemana Haus sigue siendo utilizada en los nombres de varios edificios y restaurantes en Honiara.

## Deportes

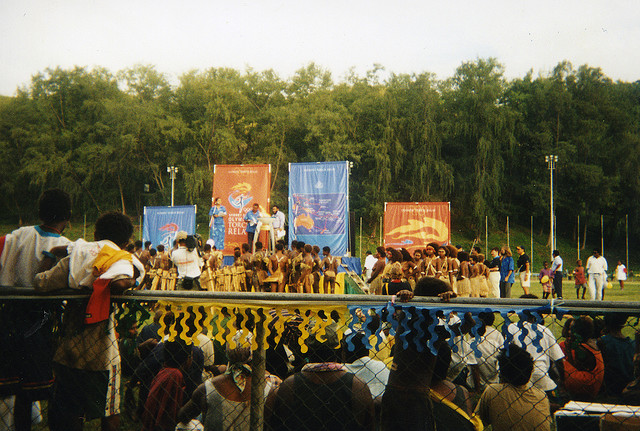
El estadio Lawson Tama, es el más importante del país y uno de los más destacados de Oceanía

En Honiara se ubica el Estadio Lawson Tama, que tiene una capacidad hasta para 20,000 personas, aunque originalmente solo tiene una tribuna para 10,000 personas. Este estadio es uno de los más reconocidos de Oceanía, y fue sede de la Copa de las Naciones de la OFC 2012, también allí juega la selección de fútbol del país, sus juegos de local.
La mayoría de los equipos de la S.League, la primera división de las Islas Salomón, son locales de la ciudad, tales como el Koloale FC, el Kossa FC, el Marist FC, entre otros.
Otros deportes como la Navegación deportiva son populares en la ciudad, con clubes como el  Point Cruz Yacht Club, otros deportes son populares en la ciudad, tales como el baloncesto, el boxeo, el rugby, el voleibol y el netball, practicados de forma amateur.
En 2012, Honiara organizó la principal competición futbolística oceánica, la Copa de las Naciones de la OFC.

## Ciudades hermanadas
Honiara está hermanada con las siguientes ciudades:
- Luganville, Sanma, Vanuatu.
- Unión Hidalgo, México.